# اللواثة الشرقية (الويدان)
اللواثة الشرقية هي إحدى مشيخات المملكة المغربية، تتبع جغرافيا لعمالة مراكش وإداريًا لالويدان. يقدر عدد سكانها بـ 5082 نسمة حسب الإحصاء الرسمي للسكان والسكنى لسنة 2004.